# بخش بدفورد (شهرستان میگس، اوهایو)
بخش بدفورد (به انگلیسی: Bedford Township) یک منطقهٔ مسکونی در ایالات متحده آمریکا است که در شهرستان میگس، اوهایو واقع شده‌است.
 بخش بدفورد ۱۰۱٫۷ کیلومتر مربع مساحت و ۱٬۲۱۲ نفر جمعیت دارد و ۲۰۷ متر بالاتر از سطح دریا واقع شده‌است.